# Manuel Vicente
Manuel da Conceição Machado Vicente (Lisboa, 8 de dezembro de 1934 — Lisboa, 9 de março de 2013) foi um arquitecto português.
Após o diploma na Escola Superior de Belas Artes de Lisboa (ESBAL) em 1962, estudou com Louis Kahn na Universidade da Pensilvânia (grau de mestre em 1969).
Trabalhou em Goa, Funchal e Macau, onde passou a residir em 1962 e onde viria a ser autor de vários projetos, como o edifício do World Trade Center (1986-1995), a Teledifusão de Macau (TDM) e o Plano de Baía da Praia Grande. Exerceu uma influência forte nos jovens arquitectos e nos seus próprios colegas de trabalho [carece de fontes?]. Ensinou entre 1970-77 na Escola Superior de Belas-Artes de Lisboa e foi professor na Escola de Arquitetura da Universidade de Hong Kong (1977-82). Entre 1975 e 1977, foi membro da comissão instaladora da Associação dos Arquitectos Portugueses. Em Lisboa, foi autor do projeto de recuperação da Casa dos Bicos (juntamente com José Daniel Santa Rita) e do projeto do pavilhão da Realidade Virtual da Expo 98.
A 9 de julho de 1999, foi agraciado com o grau de Grande-Oficial da Ordem do Mérito.
Entre 2002 e 2007, foi vice-presidente da Ordem dos Arquitectos. Em 2005 recebeu pela segunda vez a Medalha de Ouro de 2005 da Arcasia, o Conselho Regional dos Arquitectos da Ásia, na categoria de melhor espaço público da Ásia. "A decisão do júri do prémio foi anunciada durante o Fórum 13 da Arcasia. Os premiados foram seleccionados a partir de propostas apresentadas por arquitectos dos dezanove países membros da Arcasia.
Em 2008 candidatou-se a Bastonário da Ordem dos Arquitectos pela Lista C, ficando em segundo lugar com 28% dos votos.
Foi professor da Universidade Autónoma de Lisboa.

## Álbum de fotografias
- Manuel Vicente - | http://www.thyssenkrupp-arquitectura.com/images/ft_ManuelVicente_g.jpg |
- Portfolio - | http://maoscheias.no.sapo.pt/manuel_vicente.gif |
- Pavilhão de Realidade Virtual  — | http://www.climaespaco.pt/images/20702_P_Real_Virtual.jpg |
- Casa dos Bicos 1  — | http://www.portugal-ferien.net/Lissabon_Casa_dos_Bicos_b.jpg |
- Casa dos Bicos 2 — | http://static.flickr.com/23/26885489_9b20313e69.jpg |
- Nam Van Lake 1 — | http://static.flickr.com/38/107863013_806ff0366e.jpg |
- Nam Van Lake 2 — | http://www.peterlanger.com/Countries/Asia/Macau/images/MOMOMAC00218.jpg |
- World Trade Center, Macau — | http://www.peterlanger.com/Countries/Asia/Macau/images/MOMOMAC00303.jpg |

## Prémios
- Prémio AICA / SEC / Millennium BCP de Artes Visuais e Arquitectura 1987[7]